# Alfredo Dalton
Alfredo Ernesto Dalton (* 18. November 1929 in Buenos Aires; † 5. Mai 1998) war ein argentinischer Tangosänger und –dichter.

## Leben und Wirken
Dalton gewann 1953 bei einem Wettbewerb von Radio Splendid als Interpret des Tangos Una canción von Aníbal Troilo und Cátulo Castillo den Ersten Preis und wurde im Folgejahr von dem Sender als Sänger engagiert. Es folgten Aufnahmen beim Label TK und Auftritte am Teatro Comedia. In Armando Bos Film Adiós muchachos trat er neben Pepe Soriano, Juancito Díaz und anderen auf und sang mehrere Tangos.
1956 nahm er mehrere Titel mit dem Orchester Miguel Calós und mit der Gitarrengruppe Ubaldo De Líos auf und trat bei Radio Mundo mit Chola Luna auf. Mit Ernesto Rossis Orchester nahm er an Radioshows teil und unternahm eine Tournee durch Argentinien. Nach einer Brasilientournee als Solist war er 1961 kurze Zeit Mitglied im Orchester Francisco Rotundos. Es folgten zwei weitere Tourneen als Solist: durch Patagonien mit dem Quintett Minotto Di Ciccos und durch die Provinzen Córdoba und San Juan mit der Gitarrengruppe José Canets. Im Fernsehen trat er in der Show Yo Soy Porteño von Canal 13 neben Bárbara Mujica, Marilina Ross und Pepe Soriano auf. Nach einer weiteren Brasilientour 1968 hatte er in Argentinien Auftritte u. a. im El Rincón de los Artistas von Vos Tangos. Als Tangodichter war Dalton unter dem Namen Ernesto Paredes aktiv.

## Tangos
- Andate con ella (komponiert von Norberto Ramos)
- A seguirla bandoneón (komponiert von Víctor D’Amario)
- No habrá otra como ella (komponiert von Ernesto Baffa)
- Y dicen que no es amor (eigene Komposition)